# Kiss Ernő (altábornagy)
Eleméri és ittebei Kiss Ernő (Temesvár, 1799. június 13. – Arad, 1849. október 6.) honvéd altábornagy, az aradi vértanúk egyike.

## Élete
Az erdélyi örmény nemesi Kis család leszármazottja (eredeti név: Kisi Ázád, Azat 'Ազատ').  
Gazdag, örmény eredetű nemesi családban született. Felmenői kereskedők voltak az erdélyi Erzsébetvárosban. Nagyapja Kiss Izsák volt, aki Erdélyben a szász tizedek visszaszerzésével a kincstárnak hasznos szolgálatokat tett, és ezért 1782-ben a maga és örökösei számára, Torontál vármegyében két uradalmat, amit csak halála után, 1807-ben kapott meg a család. Édesapja eleméri és ittebei Kiss Ágoston, édesanyja Bogdanovics Anna volt, aki korán özvegységre jutván Leuven Ernő tábornokhoz ment feleségül. Kiss Ernőnek két testvére volt: Gergely, aki fiatalon, 1815-ben elhunyt, és Mária, aki Pejachevich István felesége lett.
Dédunokája Dániel Ernő (politikus).

### Pályája
Katonai pályafutását a bécsi Theresianum elvégzése után, 1818-ban a császári hadsereg egy dzsidásezredében kezdte. 1845-ben a 2. (Hannover) huszárezred parancsnoka volt. A későbbi aradi vértanúk közül parancsnoksága alatt szolgált Nagysándor József és Vécsey Károly is. 1848 tavaszán ezredével Nagykikindán állomásozott, így a kezdetektől részt vett a szerb felkelők elleni harcokban. Az ő nevéhez fűződik az első jelentős délvidéki győzelem, a perlaszi szerb tábor bevétele szeptember 2-án. 
A pákozdi csata előtt Batthyány Lajos őt kívánta megbízni a magyar fősereg vezetésével, de kinevezésére végül nem került sor, mert a sukorói haditanácson Móga János vállalkozott a horvátok elleni harcra. Kiss Ernő így csak megfigyelőként vett részt a csatában, majd ott volt abban a küldöttségben, amely megkötötte Jellasiccsal a fegyverszünetet. Október 12-én – a honvéd hadseregben elsőként – honvéd vezérőrnaggyá nevezték ki és átvette a bánsági hadtest parancsnokságát.
December 12-én – ismét elsőként – honvéd altábornaggyá nevezték ki, de az 1849. január 2-ai pancsovai ütközet után lemondott és január 9-én átadta a hadtest parancsnokságát Damjanich Jánosnak. Debrecenben az Országos Főhadparancsnokság vezetőjévé nevezték ki. Március 9-én megkapta a Magyar Katonai Érdemrend II. osztályát. A szabadságharc végéig több alkalommal is helyettesítette a hadügyminisztert. 
A világosi fegyverletétellel került orosz cári, majd osztrák császári fogságba.

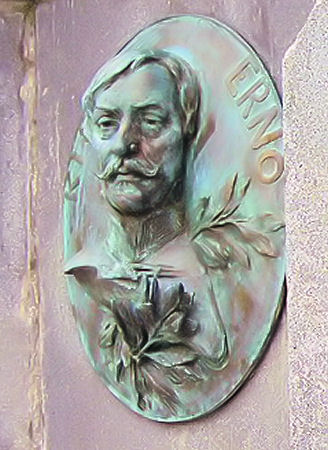
Dombormű az aradi Szabadság-szobor talapzatán

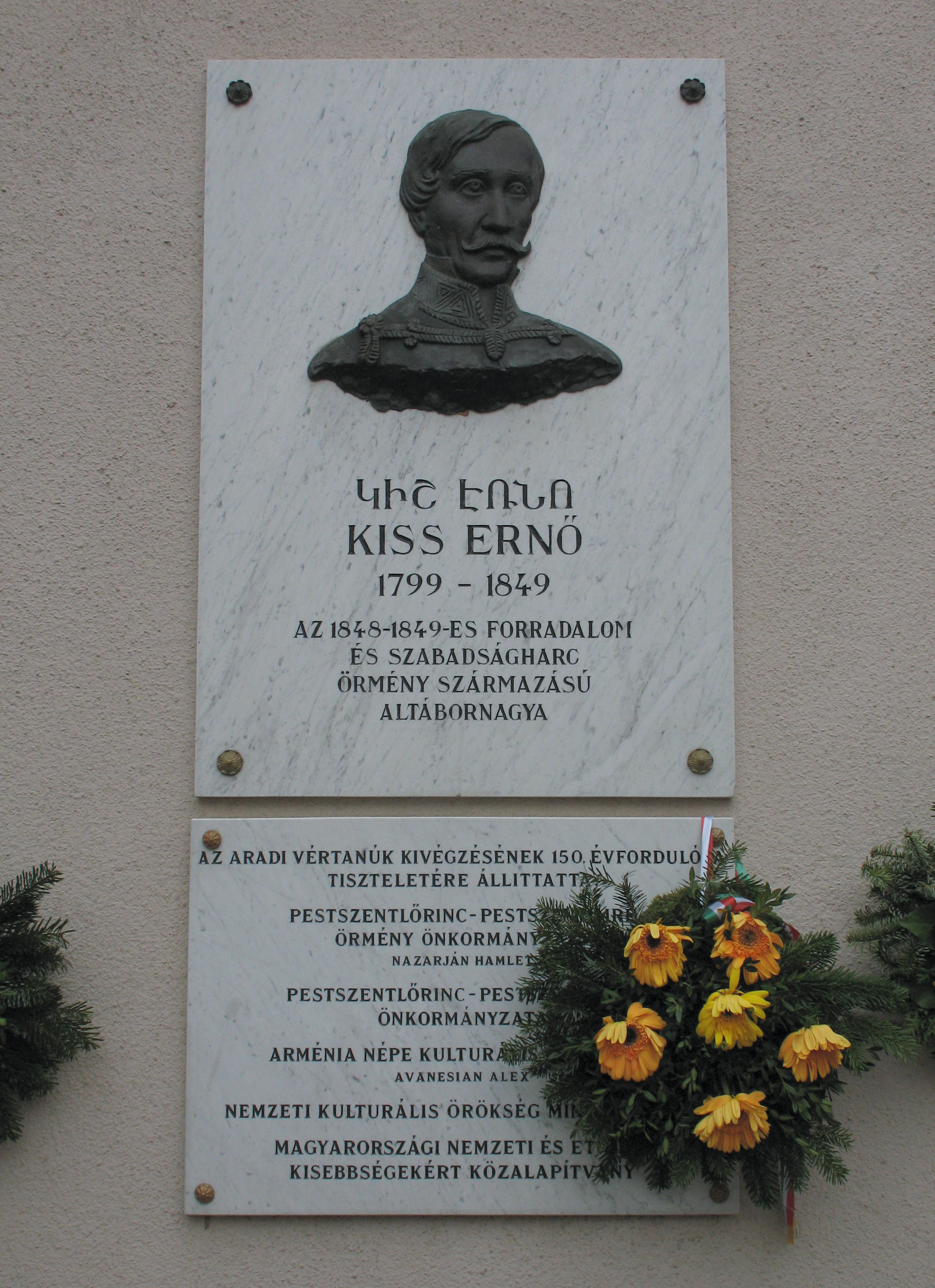
Emléktáblája Pestszentlőrincen, a róla elnevezett utca sarkán

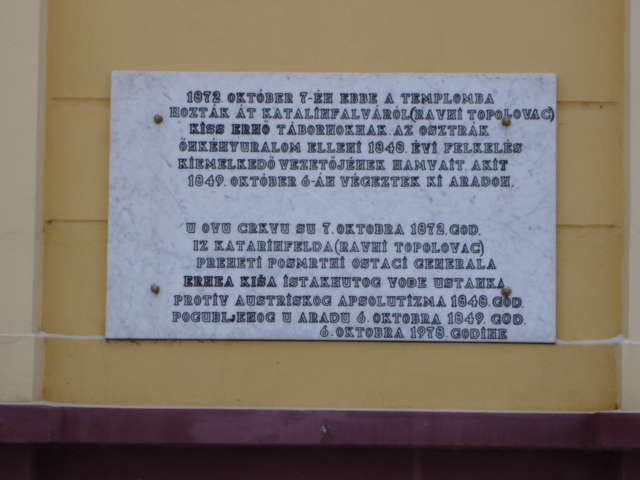
Tábla az eleméri templom falán, ahol hamvai nyugszanak

### Világos után
Kiss Ernő halálos ítéletét kötél általi halálról golyó általi halálra módosították, mert császári csapatok ellen harcoló csapatokat nem vezényelt. (Schweidel József is ezzel az indoklással kapott „kegyelmet”) Az első lövés a vállába hatolt, ekkor saját maga vezényelt újra tüzet a tanácstalan kivégzőosztagnak. Ezután a halálos ítéletet közvetlen közelről hajtották rajta végre. A golyó által kivégzettek négyes csoportjában ő volt a harmadik.
A kivégzést követően tisztiszolgája hantolta ki és álnéven eltemette az aradi temetőben. Később Katalinfalván újratemették, itt 16 évig nyugodott. Ezután a családi kriptába vitték át, azóta az eleméri katolikus templomban helyezték örök nyugalomra.

## Házassága és leszármazottjai

A szentgyörgyi Horváth család címere

Répceszentgyörgyön 1826. május 16-án feleségül vette a jómódú és tekintélyes zalai és vasi nemesi szentgyörgyi Horváth családnak a sarját, szentgyörgyi Horváth Mária Krisztina Julianna Erzsébet Konstanciát (Baja, 1805. július 15.–Pest, 1827. február 7.), akinek a szülei szentgyörgyi Horváth János Nepomuk (1777–1841), királyi kamarás, királyi táblai ülnök, földbirtokos és borsodi és katymári Latinovits Anna (1783–1862) voltak. Horváth Krisztina és Kiss Ernő frigyéből egyetlenegy leánygyermek született: Kiss Krisztina Izabella, akit egy nappal anyja halála után Pesten, 1827. február 8-án kereszteltek meg.
Kiss Ernő hitvese halála után nem házasodott meg újra; a kivégzésekor még mindig özvegyember volt. Élettársától Turák Annától négy gyermeke született:
- Ernesztin, 7 évesen meghalt,[9]
- Kiss Auguszta (1822–1900 március; a szabadságharc leverése után a temesvári várba zárták, ahol a korona hol létéről akartak tőle többet megtudni. Miután elengedték, még két évig megfigyelés alatt tartották.[10] Férje Dániel János, Torontál vármegye alispánja volt, aki 1888-ban halt meg.[11] Házasságukból született a későbbi kereskedelemügyi miniszter, Dániel Ernő.
- Kiss Róza (1823–1900), aki Bobor György (1819–1879) felesége lett.[12]
- Turati Ernő, aki Olaszországban élt.[13]